# Płonica Bolemin
Płonica Bolemin – zlikwidowany przystanek kolejowy a dawniej stacja kolejowa w Płonicy, na linii kolejowej nr 414 Gorzów Wielkopolski Zieleniec – Chyrzyno, w województwie lubuskim, w Polsce.